# Ненсі Річі
Ненсі Річі (англ. Nancy Richey) — американська тенісистка 1960-х — 1970-х років, дворазова чемпіонка турнірів Великого шолома в одиночному розряді та чотириразова в парному розряді.
Більшість своїх перемог Річі здобула до початку Відкритої ери, і тільки Ролан-Гаррос вона виграла в 1968 році, коли чемпіонат Франції першим із турнірів відкрився для професіоналів.
Річі належить рекорд шести поспіль перемог на чемпіонаті США на ґрунтових кортах. 2003 року її було введено до Міжнародної зали тенісної слави.
Її брат Кліфф Річі теж був відомим тенісистом.

## Фінали турнірів Великого шолома

### Одиночний розряд: 6 (2 титули)
| Результат | Рік  | Турнір              | Повехня | Супотивниця      | Рахунок       |
| --------- | ---- | ------------------- | ------- | ---------------- | ------------- |
| Поразка   | 1966 | Чемпіонат Австралії | Трава   | Маргарет Сміт    | без гри       |
| Поразка   | 1966 | Чемпіонат Франції   | Ґрунт   | Енн Гейдон Джонс | 3–6, 1–6      |
| Поразка   | 1966 | Чемпіонат США       | Трава   | Марія Буено      | 3–6, 1–6      |
| Перемога  | 1967 | Чемпіонат Австралії | Трава   | Леслі Тернер     | 6–1, 6–4      |
| Перемога  | 1968 | French Open         | Ґрунт   | Енн Гейдон Джонс | 5–7, 6–4, 6–1 |
| Поразка   | 1969 | U.S. Open           | Трава   | Маргарет Корт    | 2–6, 2–6      |

### Пари: 6 (4 титули)
| Результат | Рік  | Турнір              | Поверхня | Партнерка     | Супротивниці                   | Рахунок        |
| --------- | ---- | ------------------- | -------- | ------------- | ------------------------------ | -------------- |
| Перемога  | 1965 | Чемпіонат США       | Трава    | Керол Гребнер | Біллі Джин Кінг Карен Гантце   | 6–4, 6–4       |
| Перемога  | 1966 | Чемпіонат Австралії | Трава    | Керол Гребнер | Маргарет Корт Леслі Тернер     | 6–4, 7–5       |
| Перемога  | 1966 | Wimbledon           | Трава    | Марія Буено   | Маргарет Корт Джуді Тегарт     | 6–3, 4–6, 6–4  |
| Перемога  | 1966 | Чемпіонат США       | Трава    | Марія Буено   | Розі Казалс Біллі Джин Кінг    | 6–3, 6–4       |
| Поразка   | 1967 | Wimbledon           | Трава    | Марія Буено   | Розі Казалс Біллі Джин Кінг    | 11–9, 4–6, 2–6 |
| Поразка   | 1969 | French Open         | Ґрунт    | Маргарет Корт | Франсуаз Дюрр Енн Гейдон Джонс | 0–6, 6–4, 5–7  |